# Piz Val Gronda (Val Müstair)
Piz Val Gronda är en bergstopp i Schweiz.   Den ligger i regionen Engiadina Bassa/Val Müstair och kantonen Graubünden, i den östra delen av landet, 230 km öster om huvudstaden Bern. Toppen på Piz Val Gronda är 2 880 meter över havet, eller 138 meter över den omgivande terrängen. Bredden vid basen är 1,0 km.
Terrängen runt Piz Val Gronda är bergig österut, men västerut är den kuperad. Runt Piz Val Gronda är det ganska glesbefolkat, med 25 invånare per kvadratkilometer.. Närmaste större samhälle är Müstair, 7,2 km norr om Piz Val Gronda. 
I omgivningarna runt Piz Val Gronda växer i huvudsak barrskog.